# Ilja (ort)
Ilja (belarusiska: Ілья) är en agropolis i Belarus. Den ligger i voblasten Minsks voblast, i den norra delen av landet, 60 km norr om huvudstaden Minsk. Ilja ligger 183 meter över havet och antalet invånare är 1 800.

## Natur och klimat
Terrängen runt Ilja är platt, och sluttar västerut. Runt Ilja är det ganska glesbefolkat, med 26 invånare per kvadratkilometer.. Det finns inga andra samhällen i närheten.
I omgivningarna runt Ilja växer i huvudsak blandskog.